# Miyazaki Shigesaburō

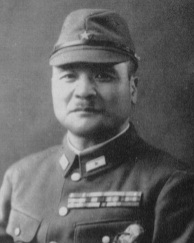
Generalleutnant Miyazaki Shigesaburō (宮崎 繁三郎)

Miyazaki Shigesaburō (宮崎 繁三郎 Miyazaki Shigesaburō; * 4. Januar 1892; † 30. August 1965) war ein Generalmajor der Kaiserlich Japanischen Armee, der gegen Ende der Burma-Kampagne 1944 die 54. Division der Japanischen Armee kommandierte. Schon vorher hatte er die Infanteriegruppe der 31. Division in Burma geführt.

## Biographie

### Frühe Jahre
Miyazaki wurde am 4. Januar 1892 in der Präfektur Gifu geboren. Er absolvierte die Mittelschule seiner Präfektur und schloss später die Heeresoffizierschule ab. Er wurde dem 16. Japanischen Infanterieregiment zugeteilt, das 1911 in Shibata stationiert war.
Nachdem er in der China-Gruppe des Hauptquartiers des Generalstabs gearbeitet hatte, wurde er Assistent in der Abteilung für besondere Angelegenheiten in Harbin. Er war an den Sabotageaktivitäten von Masahiko Amakasu und anderen beteiligt, die darauf abzielten, die Mandschurei zu destabilisieren und den Einfluss des japanischen Militärs auszuweiten.
Während der Verteidigung der Chinesischen Mauer (Operation Atagawa) wurde er zum Kommandeur des 2. Bataillons des 31. Infanterieregiments versetzt. Ab dem 10. Mai 1933 führte er in zwei aufeinander folgenden Nächten erfolgreich Nachtangriffe auf chinesische Stellungen durch und wurde zusammen mit dem Kommandeur der 8. Japanischen Division Nishi Yoshikazu mit dem Orden des Goldenen Drachen (金鵄勲章, Kinshi Kunshō) 3. Klasse ausgezeichnet. Nach der Rückkehr der Einheit nach Japan wurde er zum Oberstleutnant befördert und übernahm die Leitung des Codeteams der China-Abteilung im Generalstabshauptquartier.

### Schlacht am Chalchin Gol
Nachdem er als Chef der Guangdong-Sonderagentur, Stabsoffizier im taiwanesischen Militärhauptquartier und Stabsoffizier im Hauptquartier der 21. Armee gedient hatte, wurde er Kommandeur des 16. Infanterieregiments, das in der Mandschurei stationiert war. Als sich der Nomonhan-Zwischenfall (11. Mai bis 16. September 1939) ereignete, gehörte er der 2. Division der Katayama-Abteilung an und führte das Regiment gegen Ende des Vorfalls in die Schlacht. Nach gründlicher Vorbereitung führten sie einen Nachtangriff auf die sowjetischen Truppen am Dorot-See durch und zwangen sie zum Rückzug. Der Gegenangriff von über 100 sowjetischen Panzern am nächsten Tag wurde unter großen Verlusten auf sowjetischer Seite abgewehrt. Danach wurden Verhandlungen für einen Waffenstillstand aufgenommen und man einigte sich darauf, dass die von der Sowjetunion und der Mongolei beanspruchte Grenze anerkannt wurde. Aber im südlichen Teil, der im Verantwortungsbereich des 16. Regiments lag, führte Miyazakis Verhandlungsgeschick dazu, dass der Grenzverlauf zugunsten Mandschukuos und Japans entschieden wurde. Für seine Bemühungen wurde Miyazaki der Orden der Aufgehenden Sonne, 4. Klasse mit goldenen Strahlen verliehen.

### Schlacht von Imphal
Nachdem er als Chef der 'Shanghai Special Forces Agency' gedient hatte, wurde er Kommandeur der 26. Brigade der 13. Infanteriedivision. Die 13. Division galt damals als Kernstreitmacht für die geplante Invasion in Chongqing. Aufgrund der Verschlechterung der Kriegslage im Süden wurde Miyazaki mit dem 58. Infanterieregiment der Brigade nach Burma als Verstärkung für die 31. Japanische Infanteriedivision unter dem Kommando von Satō Kōtoku verlegt. Die 31. Division war wiederum der 15. Japanischen Armee unterstellt, die von Generalleutnant Mutaguchi Renya kommandiert wurde. Die 15. Armee sollte im Rahmen der Operation U-gō (März bis Juni 1944) die Orte Imphal und etwas weiter nördlich Kohima einnehmen. Diese Operation, die zur Schlacht um Imphal führte, war schlecht geplant, die Versorgung wurde nicht organisiert und war dementsprechend mangelhaft, die Folge waren sehr große Verluste auf japanischer Seite.
Die Miyazaki-Abteilung marschierte von Homalin nach Kohima und traf auf die 50. indischen Fallschirmjägerbrigade. In der Schlacht um Sangshak konnten Miyazakis Trupp die Inder zurückdrängen und rückte auf dem Imphal Highway weiter nach Norden vor. Er konnte die Britisch-Indische Armee überraschen, die sich aus Kohima in die umliegenden Hügel zurückzog. Dort kam es zur Schlacht um Kohima. Allerdings gelang eine völlige Einnahme Kohimas nicht, weil die britischen Truppen weiterhin Widerstand leisteten und den japanischen Angriff bei dem Kampf um den Tennisplatz zum Stehen brachten. Allerdings hielten sie noch den Versorgungsweg nach Imphal. Er konnte die Rückeroberung Kohimas durch britisch-indische Truppen noch 17 Tage verhindern, dann musste er sich zurückziehen und die Straße war für die Briten wieder frei. Miyazaki konnte sich kontrolliert absetzen und nahm auch alle Verwundeten mit. Sein Motto lautete: "Beim Angriff der erste Mann - beim Rückzug der letzte Mann."

### Burma bei Kriegsende
Im April 1945 war Miyazaki Kommandant der 54. Japanischen Division und kämpfte in der Defensive am unteren Irrawaddy. Mit der sich abzeichnenden Niederlage begann sich die japanische Front in Burma aufzulösen, General Kimura Heitarō hatte sein Hauptquartier aufgegeben und verlassen und Miyazakis Division war isoliert zwischen den Feinden. Als er kurz vor der Vernichtung stand, ließ er seine schwere Ausrüstung zurück und zog sich in die Bambuswälder des Bago-Gebirges zurück. Miyazakis Truppen waren am Rande einer Hungersnot und erreichten nur unter großen Verlusten das Ostufer des Sittang-Flusses. Dort trafen sie wieder auf britisch-indische Truppen und es kam zur Schlacht am Sittang. Nach der Kapitulation Japans wurde Miyazaki Kriegsgefangener in Burma und kehrte im Mai 1947 nach Japan zurück.